# Боково (Рыбинский район)
Боково — деревня в Шашковской сельской администрации Назаровского сельского поселения Рыбинского района Ярославской области .
Деревня расположена на расстоянии около 1 км к югу от автомобильной дороги Шашково-Тутаев между деревнями Нескучное и Мошково, последней деревней Рыбинского района по дороге на Тутаев, далее с деревни Козлово начинается Тутаевский район. Просёлочная дорога длиной около 1 км в южном направлении ведёт от Боково к стоящей вблизи Волги деревне Бавленка, также последней деревней Рыбинского района вдоль волжского берега. Просёлочная дорога на запад выходит к деревне Пеньково, расположенной вблизи впадения в Волгу реки Жидогость. К юго-западу от Боково начинается глубокий (высота обрывов до 12 м) овраг, выходящий на волжский берег .
На 1 января 2007 года в деревне Боково не числилось постоянных жителей . Почтовое отделение, расположенное в посёлке Шашково, обслуживает в деревне Боково 7 домов .